# Chafdschi
Chafdschi (arabisch الخفجي, DMG al-Ḫafğī), auch als Khafji bekannt, ist eine saudi-arabische Stadt in der Provinz asch-Scharqiyya. Sie liegt an der Grenze zwischen Saudi-Arabien und Kuwait. Die Einwohnerzahl lag 2022 bei 78.691 Personen.

## Geografie
Chafdschi befindet sich in der östlichen Region Saudi-Arabiens an der Küste des Persischen Golfs. Sie befindet sich 10 Kilometer südlich der saudi-kuwaitischen Grenze, 130 Kilometer südlich von Kuwait-Stadt und 300 Kilometer nördlich von Dammam. Es herrscht ein harsches Wüstenklima.

## Geschichte
Die Siedlung liegt in dem Gebiet, das vor 1970 die saudisch-kuwaitische Neutrale Zone bildete. Die in japanischem Besitz befindliche Arabian Oil Company unterzeichnete im Dezember 1957 mit der Regierung von Saudi-Arabien und im Juli 1958 mit der Regierung von Kuwait einen Konzessionsvertrag zur Erkundung und Erschließung von Kohlenwasserstoffreserven in der Offshore-Neutralzone. Die Arabian Oil Company entdeckte 1960 und 1963 jeweils ein Ölfeld.
Erst nach der Entdeckung dieser Ölvorkommen vor der Küste von Chafdschi wurde eine dauerhafte Abgrenzung der Neutralen Zone zwischen Kuwait und Saudi-Arabien festgelegt, wobei Chafdschi formell zu Saudi-Arabien gehörte. Das Abkommen sah jedoch vor, dass beide Staaten weiterhin gemeinsame Rechte an allen natürlichen Ressourcen innerhalb der ausgewiesenen neutralen Zone behalten würden. Mit der Beendigung des Pachtvertrags der Arabian Oil Company zur Erkundung und Förderung in diesem Gebiet wurde der Betrieb der Chafdschi-Felder wieder zu einem Joint Venture zwischen Aktionärsgesellschaften, die beide Staaten repräsentierten, wobei die Produktion im Verhältnis 50:50 zwischen Kuwait und Saudi-Arabien aufgeteilt wurde. Die Ausweitung der Ölexploration und -bohrungen in der Region führte dazu, dass die Stadt allmählich erweitert wurde.
Am 29. Januar 1991 drang die irakische Armee nach der Invasion und anschließenden Besetzung Kuwaits in Chafdschi ein. Saudische, katarische und Koalitionstruppen zwangen die irakische Armee am 31. Januar 1991 als Folge der Schlacht um Chafdschi zum Rückzug aus der Stadt.